# 清戸 (白井市)
清戸（きよど）は、千葉県白井市の大字。郵便番号270-1415。

## 地理
白井市南東部に位置する。十余一・桜台・谷田・神々廻、船橋市小野田町・小室町と隣接する。

## 世帯数と人口
2017年（平成29年）10月31日現在の世帯数と人口は以下の通りである。
| 大字 | 世帯数  | 人口  |
| ---- | ------- | ----- |
| 清戸 | 101世帯 | 231人 |

## 小・中学校の学区
市立小・中学校に通う場合、学区は以下の通りとなる。
| 番地 | 小学校             | 中学校             |
| ---- | ------------------ | ------------------ |
| 全域 | 白井市立桜台小学校 | 白井市立桜台中学校 |

## 交通

### 鉄道
南端に北総鉄道北総線が通るが駅は設置されていない。小室駅と千葉ニュータウン中央駅が利用できる。

### 道路
- 国道464号
- 千葉県道189号千葉ニュータウン北環状線

## 施設
- 白井市福祉センター
- 清戸集会場
- 船橋カントリークラブ - ゴルフ場。
- 薬王寺 - 天台宗の仏教寺院。
- 宗像神社